# Пангасіус
Пангасіус (Pangasius) — рід риб родини Акулячі соми ряду сомоподібні. Має 22 види. Викопні види пангасіуса відомі з палеогену. Наукова походить від в'єтнамської назви риби.

## Опис
Загальна довжина представників цього роду коливається від 20 см до 3 м. Зовнішністю дещо схожі на сомів з роду Helicophagus. Від останніх відрізняються ширшим черепом, більшими щелепами, й більш значним прикусом. Морда трохи витягнута. Вусики та очі невеличкі. Тулуб довгастий, вкритий дрібними пухкими лусочками. Спинний плавець високо піднятий, з довгим 1-2 жорсткими променями та відносно короткою основою. Плавальний міхур має 4 подовжені задні камери. Грудні плавці витягнуті. Черевні плавці у різних видів відрізняються: трохи менші або дорівнюють грудним, дуже довгі. Анальний плавець дуже довгий, помірно широкий. Хвостовий плавець з виїмкою.
Забарвлення спини і боків блакитне, сіро-блакитний або синьо-зелене з металевим блиском, задня частина тулуба — темно-сірого до майже чорного кольору. Черево має білувате забарвлення. Плавці темніші за загальний фон.

## Спосіб життя
Є пелагічними та бентопелагічними рибами. Воліють до прісних водойм. Зустрічаються у великих річках і притоках з каламутними водами, естуаріях. Пангасіуси — риби зграйні. Ведуть денний спосіб життя. Вночі на відпочинок опускаються на дно. Живляться переважно безхребетними та рибою. Великі особини можуть зжерти водоплавну птицю або собаку.
Є об'єктом промислового вилову. Відповідно до досліджень 2011 року, пангасіуси обіймають 6 місце серед найуживаніших продуктів моря в США.

## Розповсюдження
Поширені у водоймах від Індії до Китаю та Індонезії.

## Тримання в акваріумі
Зазвичай тримають пангасіусів в публічних акваріумах, але якщо є бажання завести їх удома, то для цього буде потрібно велика ємність — від 700—900 літрів. Фракція і склад ґрунту рибам байдужий. Оптимально — на дно насипати дрібну гальку темних тонів. На темному ґрунті соми будуть виглядати яскравіше. З декорацій можна помістити пару корчів, що імітують затонулі стовбури дерев. У водоймі необхідно залишити великий простір для плавання. Рослини з могутньо кореневою системою актуальні уздовж задньої стінки акваріума.
Неагресивні риби. Утримувати їх треба мінімум 2 особинами. У раціон входить невелика кількість рослинних кормів, шматочками риби, кальмара, креветки. Раз на тиждень дають ошпарений лист салату. З технічних засобів знадобиться 1-2 внутрішніх фільтри для створення помірної течії, компресор. Температура тримання повинна становити 22-26 °C.

## Вживання
Пангасіус — звичайна річкова риба, яка з вигляду нічим не відрізняється від інших видів прісноводних риб. На прилавках магазинів найчастіше можна зустріти філе пангасіуса. 
Було висунуто[ким?] гіпотезу, що пангасіус шкідливий для здоров'я й викликає в людей хвороби внутрішніх органів, найчастіше печінки[джерело?]. Втім дотепер повністю шкідливість[джерело?] пангасіуса не була підтверджена.

## Види
- Pangasius bocourti
- Pangasius conchophilus
- Pangasius djambal
- Pangasius elongatus
- Pangasius humeralis
- Pangasius icaria
- Pangasius kinabatanganensis
- Pangasius krempfi
- Pangasius kunyit
- Pangasius larnaudii
- Pangasius lithostoma
- Pangasius macronema
- Pangasius mahakamensis
- Pangasius mekongensis
- Pangasius myanmar
- Pangasius nasutus
- Pangasius nieuwenhuisii
- Pangasius pangasius
- Pangasius polyuranodon
- Pangasius rheophilus
- Pangasius sabahensis
- Pangasius sanitwongsei